# Crooks (South Dakota)
Crooks is een plaats (city) in de Amerikaanse staat South Dakota, en valt bestuurlijk gezien onder Minnehaha County.

## Demografie
Bij de volkstelling in 2000 werd het aantal inwoners vastgesteld op 859.
In 2006 is het aantal inwoners door het United States Census Bureau geschat op 1130, een stijging van 271 (31,5%).

## Geografie
Volgens het United States Census Bureau beslaat de plaats een oppervlakte van
1,7 km², geheel bestaande uit land. Crooks ligt op ongeveer 470 m boven zeeniveau.

## Plaatsen in de nabije omgeving
De onderstaande figuur toont nabijgelegen plaatsen in een straal van 20 km rond Crooks.